# Zabytki w Jarosławiu

## Zabytki rejestrowane
Poniżej przedstawione są Jarosławskie zabytki prawnie chronione, czyli znajdujące się w rejestrze zabytków wojewódzkiego konserwatora zabytków.
województwo podkarpackie – powiat miejski Jarosław

### Jarosław–Centrum
- dzielnica staromiejska (nr rej. 8/36/A z 12.09.1949);
- Kolegiata Bożego Ciała (nr rej. 2/23/A z 13.12.1948);
- pozostałości Bramy Krakowskiej 1510-1513 (nr rej. 482/A z 23.01.1992);
- klasztor OO. Dominikanów, 1685-1713 (nr rej. 1/19/A z 24.11.1948);
- klasztor OO. Refermatów, 1700-1716 (nr rej. 9/42/A z 28.02.1951);
- kapliczka Św. Jana Nepomucena, 1743, 1776 (nr rej. 458/A z 08.08.1991);
- kościół św. Ducha, 1669-1690 (nr rej. 11/44/A z 22.02.1951);
- Szpital Ubogich, XVII/XVIII w. (nr rej. 37/A z 05.06.2001);
- Cerkiew Przemienienia Pańskiego, 1724-1746 (nr rej. 11/44/A z 22.02.1951);
- Cerkiew Zaśnięcia Najświętszej Maryi Panny, XVIII w. (nr rej. 12/45/A z 22.02.1951);
- Park Miejski im. Baśki Puzon (nr rej. 579/A z 08.01.1992);
- Bożnica, 1810–1811 (nr rej. 890/A z 29.10.1998);
- Mała Bożnica, XIX/XX w. (nr rej. 597/A z 16.03.1993);
- Ratusz, 1430–1470, pocz. XVII w., 1906 (nr rej. 211/A z 17.09.1969);
- Wójtostwo, XVII, XIX w. (nr rej. 278/A z 02.06.1960);
- Starostwo powiatowe, 1902 (nr rej. 893/A z 29.10.1998);
- Budynek Towarzystwa Gimnastycznego,, Sokół’’, 1904 (nr rej. 179/A z 05.01.1987);
- Budynek Stowarzyszenia Rękodzielników Żydowskich Jad Charuzim, 1907-1912 (nr rej. 707/A z 16.01.1984);
- Publiczne Gimnazjum nr 2 im. ks. Stanisława Konarskiego, 1900 (nr rej. 239/A z 11.02.2008);
- Szkoła Podstawowa nr 11 im. Adama Mickiewicza, 1900 (nr rej. 442/A z 04.06.1991);
- Zespół Szkół Ekonomicznych i Ogólnokształcących im. Marii Dąbrowskiej, 1883 (nr rej. 130/A z 19.01.1986);
- Publiczne Gimnazjum nr 3 im. ks. Jana Twardowskiego (nr rej. 238/A z 07.01.2008);
- Szkoła Podstawowa nr 6 im. ks. Piotra Skargi, 1885 (nr rej. 461/A z 03.09.1991);
- Zespół Szkół Spożywczych, Chemicznych i Ogólnokształcących im. Marii Skłodowskiej-Curie, 1893-1894 (nr rej. 456/A z 18.03.1991);
- Hala Targowa, 1913-1924 (nr rej. 116/A z 17.04.1986);
- Zajazd,, Pod Czarnym Orłem”, XVIII/XIX w. (nr rej. 878/A z 16.01.1998);
- Hotel,, Warszawski”, ok. poł. XIX w. (nr rej. 779/A z 24.11.1994);
- Zarząd Rejonowy PCK, XIX/XX w. (nr rej. 877/A z 16.01.1998);
- Hotel,, Victoria”, 1892 (nr rej. 772/A z 14.07.1994);
- Łaźnia miejska, lata 30 XX w. (nr rej. 472/A z 16.12.1991);
- Siedziba Cechu Rzemiosł, 1901 (nr rej. 259/A z 16.10.1987);
- Siedziba Stowarzyszenia Rzemieślników „Gwiazda”, 1903 (nr rej. 467/A z 31.10.1991);
- Kasyno wojskowe, I poł. XIX w. (nr rej. 823/A z 01.03.1996);
- Pałac Rüngów, 2 poł. XVIII w. (nr rej. 333/A z 20.09.1989);
- Hotel,, Hetman”, 1 poł. XIX w. (nr rej. 181/A z 11.06.1987);
- Dworek, 1 poł. XIX w. (nr rej. 734/A z 22.08.1973);
- Stary Cmentarz, 1783 (nr rej. 194/A z 05.02.1987);
- Park miejski, XIX/XX w. (nr rej. 479/A z 08.01.1992);
- Kamienica Grzegorzowiczowska (nr rej. 91/A z 28.06.1986);
- Kamienica,, Prokuracikowska” (nr rej. 400/A z 14.09.1971);
- Kamienica Andreadesa (nr rej. 119/A z 27.06.1986);
- Kamienica Nosowicza (nr rej. 128/A z 23.03.1987);
- Oddział Zarządu Regionu Ziemi Przemyskiej NSZZ. Solidarność (nr rej. 120/A z 26.06.1986);
- Spółdzielcza Kasa Oszczędnościowo - Kredytowa im. bpa Jana Sebastiana Pelczara (nr rej. 407/A z 25.09.1991);
- Kamienica Miecznikowska (nr rej. 127/A z 27.06.1986);
- Drukarnia Jana Szeligi (nr rej. 131/A z 26.06.1986);
- Kamienica Kolanowska (nr rej. 608/A z 12.07.1993);
- Kamienica Pęczkowiczka (nr rej. 405/A z 08.05.1991);
- Kamienica Gaspara (nr rej. 607/A z 12.07.1993);
- Kamienica Klausowska (nr rej. 408/A z 25.07.1991);
- Powszechna Spółdzielnia Spożywców Społem (nr rej. 409/A z 26.07.1991);
- Kamienica Walentego (nr rej. 410/A z 25.07.1991);
- Kamienica Franciszka (nr rej. 409/A z 26.07.1991);
- Kamienica Sieradzka (nr rej. 411/A z 25.07.1991);
- Kamienica Piotra (nr rej. 426/A z 25.07.1991);
- Kamienica Jasiewicza (nr rej. 434/A z 25.07.1991);
- Salon jubilerski. Cezar (nr rej. 874/A z 16.12.1997);
- Powiatowa Stacja Sanitarno - Epidemiologiczna (nr rej. 855/A z 30.05.1997);
- . Sklep odzieżowy Elegant (nr rej. 857/A z 17.06.1997);
- . Sklep odzieżowy Jola (nr rej. 876/A z 10.01.1998);
- . Kamienica Strisowera, 1899 (nr rej. 767/A z 26.07.1994);
- Kamienica Wojciechowskiego, 1890 (nr rej. 654/A 6.04.1994);
- Specjalny Ośrodek Wychowawczy Nr 1, pocz. XX w. (nr rej. 851/A z 07.04.1997);
- Sklep zoologiczno - wędkarski, XIX/XX w. (nr rej. 858/A z 17.06.1997);
- Sklep cukierniczy Irys., 1893 (nr rej. 308/A z 28.09.1998);
- Sklep cukierniczy. Jagusia, XIX/XX w. (nr rej. 263/A z 28.12.1987);
- Kamienica, ul. Jana Pawła II 15, pocz. XIX/ w. (nr rej. 263/A z 28.12.1987);
- Kamienica, ul. Jezuicka 4, 2 poł. XIX/ w. (nr rej. 729/A z 23.07.1973);
- Centrala techniczno - handlowa Jontex, XIX/ w. (nr rej. 478/A z 17.12.1991);
- Hurtownia opakowań Dajana, 1891 (nr rej. 809/A z 02.10.1995);
- Prywatny ośrodek szkolenia kierowców Wiraż, XIX/XX w. (nr rej. 811/A z 09.08.1995);
- Centrala telefoniczna TP SA., ok. 1900 (nr rej. 766/A z 21.06.1994);
- Willa, ul. Kilińskiego 13, pocz. XX w. (nr rej. 662/A z 16.04.1994);
- Kamienica, ul. Kilińskiego 14, pocz. XX w. (nr rej. 112/A z 03.04.1986);
- Budynek gospodarczy z folwarku jezuickiego, XVIII w. (nr rej. Z/4/5/49/A z 22.06.1949);
- kamienica, ul. Kościuszki 15, 1900 (nr rej. 414/A z 08.04.2010);
- Specjalistyczny Psychiatryczny Zespół Opieki Zdrowotnej, 1888 (nr rej. 138/A z 08.05.1985);
- Kasa Rolniczego Ubezpieczenia Społecznego. Oddział Regionalny w Rzeszowie, 1900 (nr rej. 865/A z 21.07.1997);
- Towarzystwo Przyjaciół Anny Jenke, 1910-1913 (nr rej. 132/A z 26.06.1986);
- Willa, ul. Kraszewskiego 42, 1900 (nr rej. 842/A z 29.11.1996);
- Willa, ul. Kraszewskiego 45, 1926 (nr rej. 769/A z 21.04.1995);
- Specjalny ośrodek wychowawczy Zgromadzenia Sióstr Służebniczek, 1911 (nr rej. 91/A z 15.06.2004);
- Agencja ubezpieczeniowa. Warta, 1890 (nr rej. 654/A z 06.04.1994);
- Restauracja U Thanga, XIX w. (nr rej. 471/A z 09.11.1991);
- Kamienica Gajzlera (nr rej. :817/A z 16.11.1995);
- Autoryzowany zakład usługowy Eko-Service (nr rej. 818/A z 03.10.1995);
- Kamienica, ul. Opolska 6 (nr rej. 819/A z 03.10.1995);
- Kamienica Gdańska, ok. poł. XVIII w. (nr rej. 317/A z 12.10.1988);
- Sklep z AGD PSS Społem, 1 poł. XVII w. (nr rej. 436/A z 16.08.1991);
- Kamienica Mucharskich (nr rej. 437/A z 16.08.1991);
- Kamienica Orsettich, 1570-1585 (nr rej. 13/46/A z 28.02.1951);
- Kamienica Attavantich (nr rej. 438/A z 16.08.1991);
- Kamienica Gruszewiczów (nr rej. 212/A z 17.09.1960);
- Kamienica Ligeszczyńska (nr rej. 213/A z 27.10.1969);
- Kamienica Rohma (nr rej. 214/A z 30.10.1969);
- Kamienica Chmielikowska (nr rej. 215/A z 30.10.1969);
- Kamienica Zbrodzicka (nr rej. 440/A z 16.08.1991);
- Kamienica Królowej Marysieńki (nr rej. 217/A z 16.01.1970);
- Kamienica Szulcowska (nr rej. 480/A z 23.01.1992);
- Kamienica Matyskowska, XVII w. (nr rej. 441/A z 16.08.1991);
- Kamienica Rydzikowska, XVII w. (nr rej. 439/A z 16.08.1991);
- Kamienica Proga, XVI-XVII w. (nr rej. 701/A z 17.09.1971);
- Kamienica Stopińska, XVI-XVII w. (nr rej. 323/A z 10.04.1969);
- Synagoga, XVI-XVII w. (nr rej. 605/A z 12.07.1993);
- Kamienica, ul. Rynek 18, XVII-XIX w. (nr rej. 606/A z 12.07.1993);
- Kamienica Kruzów, XVII, XIX w. (nr rej. 208/A z 12.05.1987);
- Kamienica Marszałka, XVII, XIX w. (nr rej. 207/A z 12.05.1987);
- Kamienica Zalewskich, XVII, XIX w. (nr rej. 201/A z 23.03.1987);
- Kamienica Piechnikowicza, XVII, II poł. XIX w. (nr rej. 202/A z 23.03.1987);
- Hotel,, Turysta”, XVII, XIX w. (nr rej. 703/A z 24.09.1971);
- Kamienica Mitkowska, XVII, pocz. XX w. (nr rej. 702/A z 19.10.1973);
- Niza Travel Sp. z o.o., pocz. XX w. (nr rej. 787/A z 11.01.1995);
- Związek Kombatantów RP i Byłych Więźniów Politycznych, przed 1939 (nr rej. 58/A z 29.07.2002);
- Zakład Ubezpieczeń Społecznych, XIX/XX w. (nr rej. 490/A z 03.04.1992);
- Pomnik Walk i Męczeństwa, 1910-1911 (nr rej. 343/A z 19.03.2009);
- Kamienica Sztörcha, XIX/XX w. (nr rej. 850/A z 09.04.1997);
- Kamienica Zuchowicza (nr rej. 142/A z 30.06.1986);
- Kamienica Jarochowicza, XVII, XIX w. (nr rej. 144/A z 30.06.1986);
- Sklep Odzież używana. Lumpex., XIX w. (nr rej. 140/A z 30.06.1986);
- Kamienica, ul. Sobieskiego 4, XVII, XIX w. (nr rej. 146/A z 30.06.1986);
- Zakład szklarski, Zakład usług wodno-kanalizacyjnych, c.o. i gazowych, XVII, k. XIX w. (nr rej. 139/A z 30.06.1986);
- Kamienica, ul. Sobieskiego 9, (nr rej. 320/A z 06.06.1983);
- Sprzedaż i serwis elektronarzędzi Ema-Service XVIII w., (nr rej. 665/A z 17.05.1994);
- Kamienica, ul. Sobieskiego 10, XVII w. (nr rej. 322/A z 06.06.1983);
- Art. oświetleniowe Elektral s.c., (nr rej. 324/A z 06.06.1983);
- Kamienica, Krzysztofa (nr rej. 476/A z 13.12.1991);
- Agencja Reklamowa WMProjekt, XVII, 1 poł. XIX w.(nr rej. 466/A z 31.10.1991);
- Kamienica Gradowska, XVII, 1 poł. XIX w.(nr rej. 554/A z 21.12.1992);
- Kamienica Błaszkowicza, (nr rej. 524/A z 06.06.1983);
- Kamienica Szymona, XVII, 1 poł. XIX w., (nr rej. 609/A z 12.07.1993);
- Salon fryzjerski Marta, XVII, XIX w., (nr rej. 477/A z 13.12.1991);
- Kamienica Zaborowska, XVII, XIX w., (nr rej. 146/A z 30.06.1986);
- Centrum komputerowe System X II. S.j., (nr rej. 891/A z 29.10.1998);
- Kamienica, ul. Wąska 4, k. XIX w., (nr rej. 807/A z 26.06.1995);
- Kamienica, ul. Wąska 6, k. XIX w., (nr rej. 808/A z 26.06.1995);
- Kamienica, ul. Kraszewskiego 8, XIX w., (nr rej. 879/A z 26.03.1998);
- Ołtarz Relikwii Świętych, (nr rej. 210/B z 11.09.1997);
- Pomnik Matki Bożej Niepokalanej, (nr rej. 245/B z 09.05.2008);
- Kamienica, ul. Przemyska 1, (nr rej. A-481 z 23. 01.1992);
- Kamienica, ul. Przemyska5, (nr rej. A-240 z 17. 08.1987).

### Jarosław–Krakowskie Przedmieście
- Nowy Cmentarz, 1904 (nr rej. A-815 z 03.10.1995).

### Jarosław–Kolonia Oficerska
- Cmentarz Wojskowy, 1915 lub 1916 (nr rej. A-815 z 03.10.1995).

### Jarosław–Przedmieście Dolnoleżajskie
- Cmentarz żydowski, XIX-XX w. (nr rej. 343/A z 18.12.1989).

### Jarosław–Podzamcze
- Kościół św. Mikołaja i Stanisława biskupa, 1615-1624 (nr rej. 7/35/A z 01.08.1949);
- Portal przy głównym wejściu do kościoła św. Mikołaja i Stanisława biskupa, (nr rej. 188/B z 09.02.1996);
- Towarzystwo Pomocy im. św. Brata Alberta, 1899, (nr rej. 433/A z 26.07.1991);
- Dwór, ul. Zamkowa 24, 1 poł. XIX w., (nr rej. 61/A z 16.10.2002);
- Kamienica, ul. Rybacka 4, 1900 (nr rej. 344/A z 27.03.2009).

### Jarosław–Lahmanówka
- Zespół Szkół Budowlanych i Ogólnokształcących im. Króla Kazimierza Wielkiego, 1912 (nr rej. 124/A z 19.09.2005);
- Kamienica, ul. Paderewskiego 10, 1 ćw. XIX w. (nr rej. 854/A z 17.06.1997);
- Willa Raciborskich, 1 ćw. XX w. (nr rej. A-289 z 07.04.1988);
- Kamienica, ul. Poniatowskiego 30, XIX/XX w. (nr rej. 79/A z 31.10.2003).

### Jarosław–Głębokie Przedmieście
- Klasztor ss. Niepokalanek, 1874-1876 (nr rej. A-93 z 20.03.1986 i z 25.01.1999);
- Sąd Powiatowy, XIX/XX w. (nr rej. A-462 z 23.09.1994);
- Szpital Miejski, 1902(nr rej. A-636 z 05.10.1993);
- I Liceum Ogólnokształcące im. Mikołaja Kopernika, 1884(nr rej. A-78 z 28.09.1984);
- bursa im. Mikołaja Kopernika, 1873(nr rej. A-450 z 21.06.1991);
- Publiczne Gimnazjum nr 1 im. św. Królowej Jadwigi, 1912 (nr rej. A-216 z 17.07.2007);
- Delikatesy. Grosz 2 Sp. z o.o., XIX/XX w. (nr rej. A-864 z 21.07.1997);

### Jarosław – Garbarze
- Rzeźnia miejska, 1890 (nr rej. A-301 z 03.08.1988).